# Super Bowl LVII
Il Super Bowl LVII è stata la 57ª edizione del Super Bowl, la finale del campionato della National Football League, in programma il 12 febbraio 2023, tra i campioni della NFC, i Philadelphia Eagles, e quelli dell'AFC, i Kansas City Chiefs, per decretare il campione della stagione 2022. La partita è stata vinta dai Kansas City Chiefs con un punteggio di 38-35, conquistando il loro terzo Super Bowl, il secondo degli ultimi quattro anni. Miglior giocatore dell'incontro è stato premiato il quarterback Patrick Mahomes che ha completato 21 passaggi su 27 tentativi per 182 yard, 3 touchdown e nessun intercetto subito.
La finalissima si è disputata allo State Farm Stadium di Glendale, in Arizona. È stata la terza volta che il Super Bowl si è giocato in questo stadio, dopo il Super Bowl XLII ed il Super Bowl XLIX.
La gara è stata trasmessa negli Stati Uniti da Fox; in Italia è stata trasmessa su DAZN e Rai 2.

## Processo di selezione dello stadio
Glendale è stata la prima sede scelta nell'ambito di un nuovo processo nel quale la lega sceglie unilateralmente la città che dovrà ospitare la partita. La città scelta poi stila una proposta che viene votata alle riunioni dei proprietari della lega. La proposta fu accettata all'unanimità il 23 maggio 2018.

## Squadre

### Kansas City Chiefs
Kansas City concluse la stagione con il decimo record positivo consecutivo sotto la gestione di Andy Reid, terminando con un bilancio di 14-3 e qualificandosi per il terzo Super Bowl in quattro anni con vittorie di misura su Jacksonville Jaguars e Cincinnati Bengals.
Prima dell'inizio della stagione i Chiefs persero una delle loro stelle, il wide receiver Tyreek Hill, che fu scambiato in cambio di scelte del draft, ma ciò non impedì loro di concludere con il miglior attacco della NFL, guidando la lega in yard (7.032) e punti (496). Il quarterback Patrick Mahomes fu convocato per il quinto Pro Bowl consucutivo, guidando la NFL con un record in carriera di 5.250 yard passate e 41 touchdown, con 12 intercetti subiti. Il suo passer rating di 105,2 fu il secondo migliore della lega. Inoltre corse per 354 yard e 4 touchdown. Il tight end Pro Bowler Travis Kelce fu il miglior ricevitore della squadra con 1.338 yard e 12 touchdown. La squadra acquisì due veterani per sopperire alla perdita di Hill: JuJu Smith-Schuster (933 yard e 3 touchdown) e Marquez Valdes-Scantling (687 yard e 2 touchdown). Il gioco sulle corse fu guidato dal rookie Isiah Pacheco, che divenne titolare a metà stagione dopo l'infortunio di Clyde Edwards-Helaire. Pacheco concluse con 830 yard corse e 5 touchdown, oltre a 130 yard ricevute. Il running back Jerick McKinnon ebbe 803 yard dalla linea di scrimmage e 10 touchdown. La loro offensive line vide tre giocatori convocati per il Pro Bowl: la guardia Joe Thuney, il tackle Orlando Brown Jr. e il centro Creed Humphrey. Il punter Tommy Townsend fu anch'egli convocato per il Pro Bowl, classificandosi secondo nella NFL in yard per punt (50,4) e guidando la lega in yard medie nette (45,4).
La defensive line di Kansas City vide la presenza del defensive tackle Pro Bowl Chris Jones, che guidò la squadra con 15,5 sack, assieme ai defensive end George Karlaftis (6 sack, 7 passaggi deviati) e Frank Clark (5 sack). Il linebacker Nick Bolton guidò la squadra con 180 tackle, oltre a 2 sack e 2 intercetti. La linea secondaria fu guidata dal cornerback L'Jarius Sneed (3 intercetti, 108 tackle, 3 fumble forzati, 3,5 sack) e dalla safety Juan Thornhill (3 intercetti, 71 placcaggi).

### Philadelphia Eagles
Sotto la direzione del capo-allenatore al secondo anno Nick Sirianni, i Philadelphia Eagles si portarono in cima alle classifiche iniziando la stagione con 8 vittorie consecutive e concludendo con il miglior record della NFL a pari merito, 14-3. Nei play-off raggiunsero agevolmente il Super Bowl superando gli avversari con un punteggio complessivo di 69-14. La squadra primeggiò sia in attacco che in difesa, segnando 477 punti (3ª nella NFL) e concedendone 344 (8ª), guidando la lega con otto giocatori convocati per il Pro Bowl.
Il quarterback Pro Bowler Jalen Hurts guidò l'attacco, stabilendo nella sua terza stagione i nuovi primati personali in passaggi completati (306), percentuale di completament (66%), yard passate (3.701) e passaggi da touchdown (22), subendo solo 6 intercetti, per un passer rating di 101,5, il quarto migliore della NFL. Hurts si fece valere anche sulle corse, correndo 736 yard e 13 touchdown, il secondo massimo della lega. Il ricevitore Pro Bowler A.J. Brown ricevette 88 passaggi per 1.496 yard e 11 touchdown, mentre DeVonta Smith guidò la squadra in ricezioni con 95, per 1.196 yard e 7 marcature. Il tight end Dallas Goedert fu un altro bersaglio affidabile con 55 ricezioni per 702 yard e 3 touchdown. Il running back Pro Bowler Miles Sanders fu quinto nella NFL con 1.269 yard corse e 11 touchdown, a una media di 4,9 yard a corsa. La squadra ebbe una offensive line di alto livello che mandò tre dei suoi cinque titolari al Pro Bowl: la guardia al secondo anno Landon Dickerson alla sua prima convocazione, mentre il tackle Lane Johnson e il centro Jason Kelce furono convocati rispettivamente per la quarta e sesta volta. Il kicker Jake Elliott segnò 20 field goal su 23 (87%), inclusi 5 su 6 da oltre 50 yard. Il ricevitore Britain Covey ritornò 33 punt per 308 yard e 10 kickoff per 206.
La difesa di Philadelphia fu la seconda della lega per minor numero di yard concesse (5.125) e stabilì un record NFL con quattro giocatori che misero a segno almeno 10 sack. La squadra ebbe una defensive line di alto livello, con i defensive end Josh Sweat e Brandon Graham, entrambi con 11 sack, con i defensive tackle Fletcher Cox (7 sack), Javon Hargrave (11 sack, 2 fumble recuperati) e Milton Williams (4 sack). Il linebacker Pro Bowl Haason Reddick fu secondo nella NFL con 16 sack e guidò la lega con 5 fumble forzati. I linebacker T.J. Edwards e Kyzir White superarono entrambi i 100 tackle ed ebbero 7 passaggi deviati. Nella linea secondaria, la safety C.J. Gardner-Johnson guidò la NFL a pari merito con 6 intercetti mentre il cornerback Pro Bowler Darius Slay e il cornerback All-Pro James Bradberry ebbero tre intercetti a testa.